# أرنولد يوهانسن
أرنولد يوهانسن (بالنرويجية البوكمول: Arnold Johannessen)‏ هو لاعب كرة قدم نرويجي في مركز الوسط، ولد في 15 ديسمبر 1937، وتوفي في 27 يناير 2007. شارك مع منتخب النرويج تحت 19 سنة لكرة القدم ومنتخب النرويج تحت 21 سنة لكرة القدم ومنتخب النرويج لكرة القدم. أما مع النوادي، فقد لعب مع Pors Fotball ‏.

## وصلات خارجية
- أرنولد يوهانسن على موقع اتحاد النرويج (النرويجية)